# Aïn El Bia
Aïn El Bia (în arabă عين البية) este o comună din provincia Oran, Algeria.
Populația comunei este de 32.611 locuitori (2009).